# گردش خون کلیوی

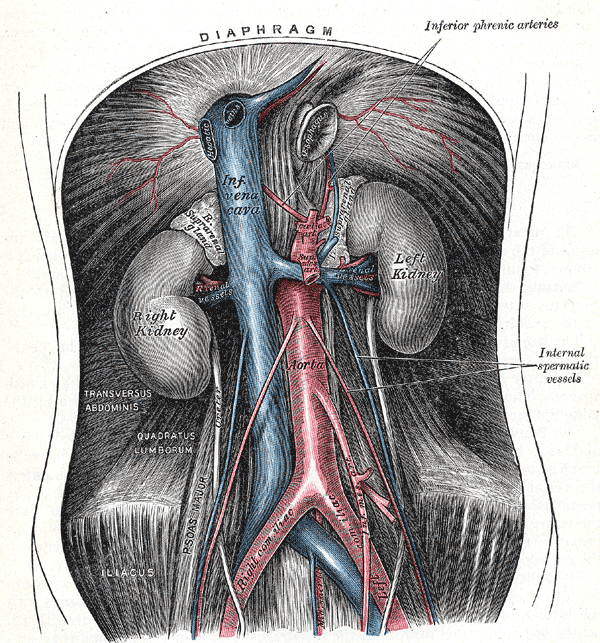
گردش خون کلیوی از و به کلیه.

رونگاره و شمای کلیه.
۱. بافت‌های مخروطی کلیوی
۲. سرخرگ‌های میان بافتی
۳. سرخرگ کلیوی
۴. سیاه‌رگ کلیوی
۵. ناف کلیه
۶. لگنچه کلیوی
۷. میزنای
۸. فرورفتگی فرعی
۹. کپسول کلیوی
۱۰. بخش پایینی کپسول کلیوی
۱۱. بخش بالایی کپسول کلیوی
۱۲.سرخرگ میان بافتی
۱۳. نفرون
۱۴. فرورفتگی فرعی
۱۵. فرورفتگی اصلی
۱۶. برآمدگی کلیوی
۱۷. ستون برتین یا ستون کلیوی

گردش خون کلیوی (به انگلیسی: Renal circulation) تقریباً شامل ۲۰ درصد برون ده قلبی (به انگلیسی: Cardiac output)، خونی که در مدت ۱ دقیقه توسط بطن چپ یا راست قلب تلمبه می‌شود است. این جریان خون از آئورت شکمی (به انگلیسی: abdominal aorta) سرچشمه می‌گیرد و به بزرگ‌سیاهرگ بر می‌گردد. گردش خون کلیوی جریان خون به کلیه است و توسط رگ‌های تخصص یافتهٔ بسیاری انجام می‌شود.